# Sables-Spanish Rivers
Sables-Spanish Rivers es un municipio canadiense situado en la provincia de Ontario.

## Superficie
Sables-Spanish Rivers tiene una superficie de 801,04 km².

## Demografía
En 2021, tenía 3237 habitantes, una densidad poblacional de 4 hab./km², y 1718 viviendas.